# Starflight
Starflight est un jeu vidéo d'exploration spatiale développé par Binary Systems et édité par Electronic Arts en 1986 sur PC. Il a été adapté sur Amiga et Commodore 64 en 1989, Atari ST et Macintosh en 1990 et Mega Drive en 1991.
Il a eu une suite, Starflight 2: Trade Routes of the Cloud Nebula, en 1989.

## Système de jeu
Starflight intègre des éléments du jeu d'aventure, de stratégie et de rôle. L'action se passe en 4620, sur la station orbitale de la planète Arth, occupés par les artheriens et quelques races extraterrestres. Les Artheriens sont les derniers descendants de l'humanité, qui a été balayée dans une guerre intergalactique. La population est sous la menace de l'étoile du système solaire, qui va se transformer en nova. Le joueur a pour mission de trouver des planètes colonisables avant que le cataclysme ne se déclenche. Il doit former un équipage de bord (navigateur, mécanicien, scientifique, médecin, ...), développer les performances du vaisseau, sonder les planètes alentour (il y en a plus de 800), récupérer de l'argent en trouvant et revendant des minerais, des objets ou des espèces extra-terrestres, combattre ou négocier avec les extra-terrestres afin d'obtenir des renseignements, etc.
Le scénario, très riche, réserve rebondissements et surprises au joueur tout au long du jeu.

## Développement
Starflight est développé par une équipe de cinq personnes, baptisée Binary Systems, incluant Rod McConnell, Greg Johnson, Alec Kercso , Tim C. Lee et Bob Gonsalves,. Joe Ybarra, alors vice-président d’Electronic Arts, a également été impliqué dans le développement du jeu en tant que producteur. L’idée initiale de Starflight est imaginé par McConnell et Ybarra en 1983. McConnell recrute alors Dave Boulton, qui conçoit alors un système utilisant des fractals pour générer une infinité d’univers virtuel, ainsi que Kercso, Gonsalves, Lee et Johnson qui travaillent ainsi pour la première fois sur le développement d’un jeu vidéo. Jugeant le projet trop ambitieux, Dave Boulton quitte l’équipe de développement peu de temps après, Lee étant alors chargé de le remplacer. Starflight est principalement programmé en langage Forth. Au total, trois ans sont nécessaires à l’équipe de Binary Systems pour développer le jeu.

## Accueil
Le jeu a notamment été introduit dans le Hall of Fame du magazine Computer Gaming World en août 1988.